# Mariara
Mariara – miasto w Wenezueli, w stanie Carabobo.
W mieście rozwinął się przemysł włókienniczy, maszynowy oraz spożywczy.